# Ngộ độc thali
Thali và các hợp chất của nó thường có độc tính cao. Các chất này tiếp xúc với da rất nguy hiểm và cần được thông gió đầy đủ khi nấu chảy kim loại này. Nhiều hợp chất thali (I) hòa tan cao trong nước và dễ dàng hấp thụ qua da. Tiếp xúc với chúng không được vượt quá 0,1 mg mỗi m2 da trong thời gian trung bình 8 giờ (tuần làm việc 40 giờ). Thali là một chất gây ung thư nghi ngờ ở người.
Một phần lý do gây độc tính cao của thali là do, khi có trong dung dịch nước dưới dạng ion thali (I) (Tl +), nó thể hiện một số điểm tương đồng với các cation kim loại kiềm thiết yếu, đặc biệt là kali (do bán kính ion tương tự). Do đó, nó có thể đi vào cơ thể thông qua con đường hấp thu kali. Các khía cạnh khác của hóa học của thali khác biệt mạnh mẽ với các kim loại kiềm, chẳng hạn như ái lực cao của nó đối với các phối tử lưu huỳnh. Do đó, sự thay thế này phá vỡ nhiều quá trình của tế bào (ví dụ, thali có thể tấn công các protein có chứa lưu huỳnh như cysteine và ferredoxin). Độc tính của thali đã dẫn đến việc sử dụng nó (hiện đã ngừng sử dụng ở nhiều quốc gia) dưới dạng thuốc diệt chuột và kiến.
Trong số các tác động đặc biệt của ngộ độc thali là rụng tóc (dẫn đến việc sử dụng ban đầu như một chất làm rụng lông trước khi độc tính của nó được đánh giá đúng) và tổn thương các dây thần kinh ngoại biên (nạn nhân có thể cảm thấy như đi trên than nóng), mặc dù rụng tóc chỉ thường xảy ra ở liều thấp; ở liều cao, thali giết chết người bệnh trước khi làm rụng tóc. Thali đã từng là một vũ khí giết người hiệu quả trước khi tác dụng của nó được hiểu và một loại thuốc giải độc (prussian blue) được phát hiện. Thật vậy, ngộ độc thali đã được gọi là "chất độc của chất độc" vì thali không màu, không mùi và không vị; các triệu chứng tác dụng chậm, đau và rộng của nó thường gây nhầm lẫn với một loạt các bệnh và tình trạng khác.